# Sarud
Sarud es un pueblo húngaro perteneciente al distrito de Füzesabony, condado de Heves.

## Superficie
Cuenta con una superficie de 51,62 km².

## Demografía
Hasta 2024 la población era de 967 habitantes, con una densidad de población de 18,73 hab/km².
| Gráfica de evolución demográfica de Sarud entre 2020 y 2024 |
|                                                             |
| Datos según la Oficina Central de Estadística de Hungría.   |